# Da Sesso

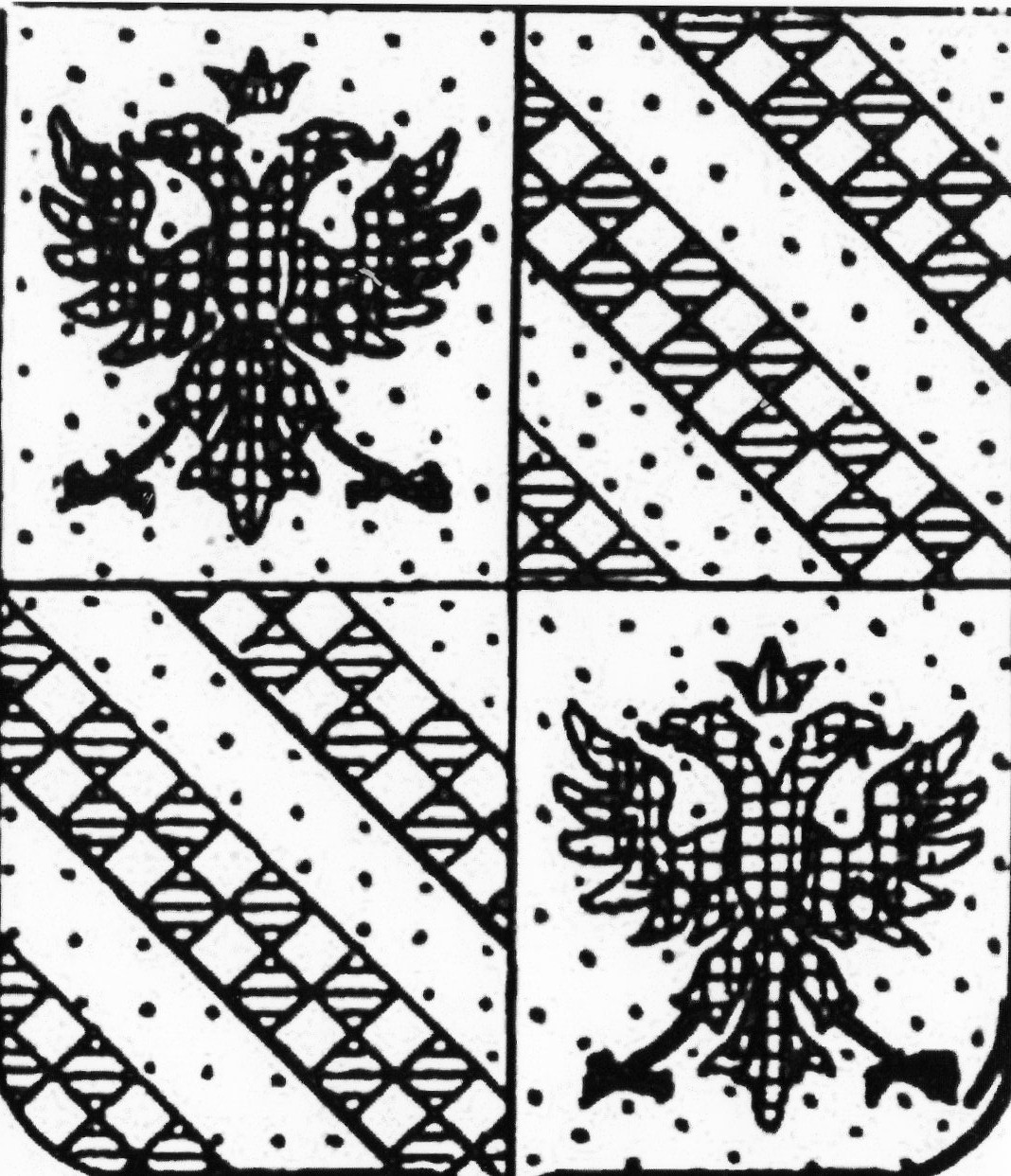
Stemma della Contea di Rolo

Da Sesso (o Sessi) fu una nobile famiglia di Reggio Emilia di origini longobarde. Si fa menzione della famiglia per la prima volta in un documento datato 1104, nel quale i fratelli Ugo e Ardoino fecero una donazione al monastero di San Prospero di Reggio. Di parte ghibellina, vantarono numerosi podestà in diverse città ed ebbero numerosi condottieri. 
Furono investiti dei feudi di Casteldaldo e Sesso nel reggiano col titolo di conti di Rolo dal 1380 al 1766.

## Esponenti illustri
- Gerardo da Sessa (?-1212), cardinale[2]
- Bernardo da Sesso (XIII secolo), podestà di Arezzo nel 1242
- Ugolino I Sessi (?-1340), politico[3]
- Bernardino Sessi (XIV secolo), podestà di Modena nel 1330[3]
- Azzo I Sessi (?-1380 ca.), condottiero[3]
- Gottifredo Sessi (XIV secolo), podestà in diverse città italiane[3]
- Frignano da Sesso (?-1342), condottiero[3][4]
- Ugolino Sessi (?-1394), vescovo di Reggio Emilia nel 1387[5]
- Tebaldo da Sesso (?-1439), vescovo di Reggio Emilia[5]
- Nicolò I da Sesso (XIV secolo), primo conte di Rolo
- Gaetano I da Sesso (?-1776), ultimo conte-marchese di Rolo

## Rami della famiglia
- Da Sesso di Vicenza
- Da Sesso di Verona